# Élections législatives de 1936 en Tarn-et-Garonne
Les élections législatives de 1936 se déroulent les 26 avril et 3 mai. En Tarn-et-Garonne, 3 députés sont à élire.

## Résultats à l'échelle du département
| Partis         | Partis                                          | Premier tour | Premier tour | Deuxième tour | Deuxième tour | Sièges |
| Partis         | Partis                                          | Voix         | %            | Voix          | %             | Sièges |
| -------------- | ----------------------------------------------- | ------------ | ------------ | ------------- | ------------- | ------ |
|                | Parti républicain radical et radical-socialiste | 12 969       | 32,31        | 15 602        | 38,97         | 2      |
|                | Section française de l'Internationale ouvrière  | 9 995        | 24,90        | 7 409         | 18,51         | 1      |
|                | Fédération républicaine                         | 6 639        | 16,54        | 8 536         | 21,32         | 0      |
|                | Radicaux indépendants                           | 4 610        | 11,48        | 8 489         | 21,20         | 0      |
|                | Alliance démocratique                           | 3 699        | 9,21         | Retrait       | Retrait       | 0      |
|                | Parti communiste-SFIC                           | 2 230        | 5,56         |               |               | 0      |
|                |                                                 |              |              |               |               |        |
| Inscrits       | Inscrits                                        | 52 099       | 100,00       | 52 099        | 100,00        | 3      |
| Votants        | Votants                                         | 42 781       | 82,11        | 40 036        | 76,85         |        |
| Abstentions    | Abstentions                                     | 9 318        | 17,89        | 12 063        | 23,15         |        |
| Blancs et nuls | Blancs et nuls                                  | 2 639        | 6,17         | 0             | 0,00          |        |
| Exprimés       | Exprimés                                        | 40 142       | 93,83        | 40 036        | 100,00        |        |

## Résultats par arrondissement

### Arrondissement de Castelsarrasin
| Candidats      | Candidats      | Étiquette      | Premier tour | Premier tour | Deuxième tour | Deuxième tour |
| Candidats      | Candidats      | Étiquette      | Voix         | %            | Voix          | %             |
| -------------- | -------------- | -------------- | ------------ | ------------ | ------------- | ------------- |
|                | Marcel Guerret | SFIO           | 4 166        | 35,85        | 7 409         | 63,48         |
|                | Fernand Augé   | PRRRS          | 3 866        | 33,26        | Retrait       | Retrait       |
|                | Souverain      | FR             | 2 908        | 25,02        | 4 263         | 36,52         |
|                | Durou          | PC-SFIC        | 443          | 3,81         |               |               |
|                | Bris           | FR             | 239          | 2,06         |               |               |
|                |                |                |              |              |               |               |
| Inscrits       | Inscrits       | Inscrits       | 15 163       | 100,00       | 15 163        | 100,00        |
| Votants        | Votants        | Votants        | 12 804       | 84,44        | 11 672        | 76,98         |
| Abstention     | Abstention     | Abstention     | 2 359        | 15,56        | 3 491         | 23,02         |
| Blancs et nuls | Blancs et nuls | Blancs et nuls | 1 182        | 9,23         | 0             | 0,00          |
| Exprimés       | Exprimés       | Exprimés       | 11 622       | 90,77        | 11 672        | 100,00        |

### Arrondissement de Moissac
| Candidats      | Candidats                      | Étiquette      | Premier tour | Premier tour | Deuxième tour | Deuxième tour |
| Candidats      | Candidats                      | Étiquette      | Voix         | %            | Voix          | %             |
| -------------- | ------------------------------ | -------------- | ------------ | ------------ | ------------- | ------------- |
|                | Étienne Baron                  | PRRRS          | 4 399        | 40,54        | 6 272         | 59,48         |
|                | De Boulancy d'Escayrac-Lauture | FR             | 3 492        | 32,18        | 4 273         | 40,52         |
|                | Georges Brousse                | SFIO           | 2 575        | 23,73        | Retrait       | Retrait       |
|                | Matayron                       | PC-SFIC        | 385          | 3,55         |               |               |
|                |                                |                |              |              |               |               |
| Inscrits       | Inscrits                       | Inscrits       | 13 500       | 100,00       | 13 500        | 100,00        |
| Votants        | Votants                        | Votants        | 11 273       | 83,50        | 10 545        | 78,11         |
| Abstention     | Abstention                     | Abstention     | 2 227        | 16,50        | 2 955         | 21,89         |
| Blancs et nuls | Blancs et nuls                 | Blancs et nuls | 422          | 3,74         | 0             | 0,00          |
| Exprimés       | Exprimés                       | Exprimés       | 10 851       | 96,26        | 10 545        | 100,00        |

### Arrondissement de Montauban
| Candidats      | Candidats      | Étiquette      | Premier tour | Premier tour | Deuxième tour | Deuxième tour |
| Candidats      | Candidats      | Étiquette      | Voix         | %            | Voix          | %             |
| -------------- | -------------- | -------------- | ------------ | ------------ | ------------- | ------------- |
|                | Albert Daille  | PRRRS          | 4 704        | 26,62        | 9 330         | 52,36         |
|                | Augarde        | Rad.ind.       | 4 610        | 26,09        | 8 489         | 47,64         |
|                | Roques         | Rép. de gauche | 3 699        | 20,93        | Retrait       | Retrait       |
|                | Mespoulet      | SFIO           | 3 254        | 18,42        | Retrait       | Retrait       |
|                | Granier        | PC-SFIC        | 1 402        | 7,93         |               |               |
|                |                |                |              |              |               |               |
| Inscrits       | Inscrits       | Inscrits       | 23 436       | 100,00       | 23 436        | 100,00        |
| Votants        | Votants        | Votants        | 18 704       | 79,81        | 17 819        | 76,03         |
| Abstention     | Abstention     | Abstention     | 4 732        | 20,19        | 5 617         | 23,97         |
| Blancs et nuls | Blancs et nuls | Blancs et nuls | 1 035        | 5,53         | 0             | 0,00          |
| Exprimés       | Exprimés       | Exprimés       | 17 669       | 94,47        | 17 819        | 100,00        |